# 沙托杜布勒 (德龙省)
沙托杜布勒（法語：Châteaudouble，法語發音：[ʃatodubl]）是法国德龙省的一个市镇，属于瓦朗斯区。

## 地理
沙托杜布勒（44°53'59"N, 5°5'43"E）面积17.37 平方千米，位于法国奥弗涅-罗讷-阿尔卑斯大区德龙省，该省份为法国东南部内陆省份，北起顺时针与伊泽尔省、上阿尔卑斯省、上普罗旺斯阿尔卑斯省、沃克吕兹省和阿尔代什省接壤。
与沙托杜布勒接壤的市镇（或旧市镇、城区）包括：沙伯伊、勒沙法勒、沙尔佩、孔博万、莱昂塞勒、蒙泰利耶、佩吕。

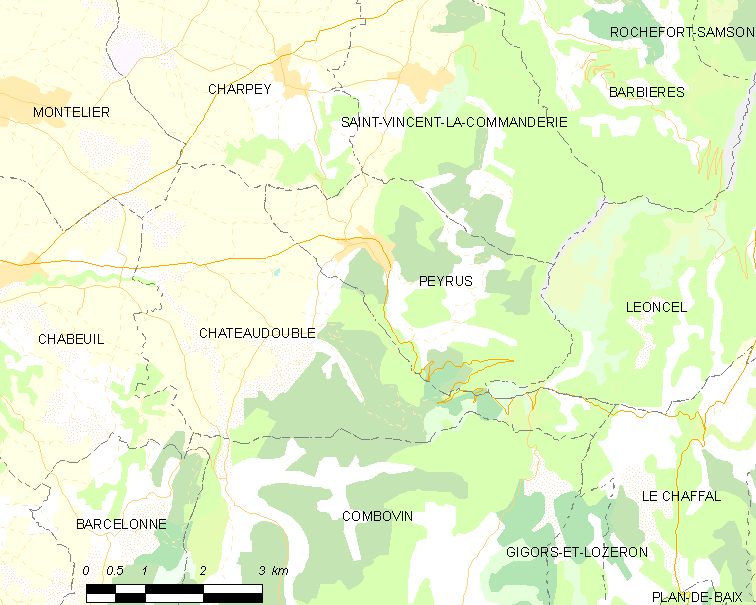
的OSM定位图

沙托杜布勒的时区为UTC+01:00、UTC+02:00（夏令时）。

## 行政
沙托杜布勒的邮政编码为26120，INSEE市镇编码为26081。

## 政治
沙托杜布勒所属的省级选区为克雷县。

## 人口

1962-2008年间人口变化图示

沙托杜布勒于2022年1月1日时的人口数量为613人。